# Markku Taskinen
Markku Taskinen (* 25. února 1952) je bývalý finský atlet, halový mistr Evropy v běhu na 800 metrů.
Na mistrovství Evropy v Římě v roce 1974 obsadil třetí místo v běhu na 800 metrů a byl členem bronzové finské štafety v běhu na 4 × 400 metrů. V roce 1978 se stal halovým mistrem Evropy v běhu na 800 metrů.